# Jules Malou
Jules Edouard Xavier Malou  (19. oktober 1810, Ieper, Frankrig, nu Belgien – 11. juli 1886, Woluwe-Saint-Lambert, Belgien) var en belgisk katolik, politiker og premierminister af to omgange 1871-1878 og 1884.